# Gangatiri
La gangatiri est une race bovine indienne. Elle appartient à la sous-espèce zébuine de Bos taurus.

## Origine
C'est une race élevée en Inde, principalement dans la zone frontalière de l'État de l'Uttar Pradesh. Son nom vient de la ville de Deoni et du Bihar.

## Morphologie

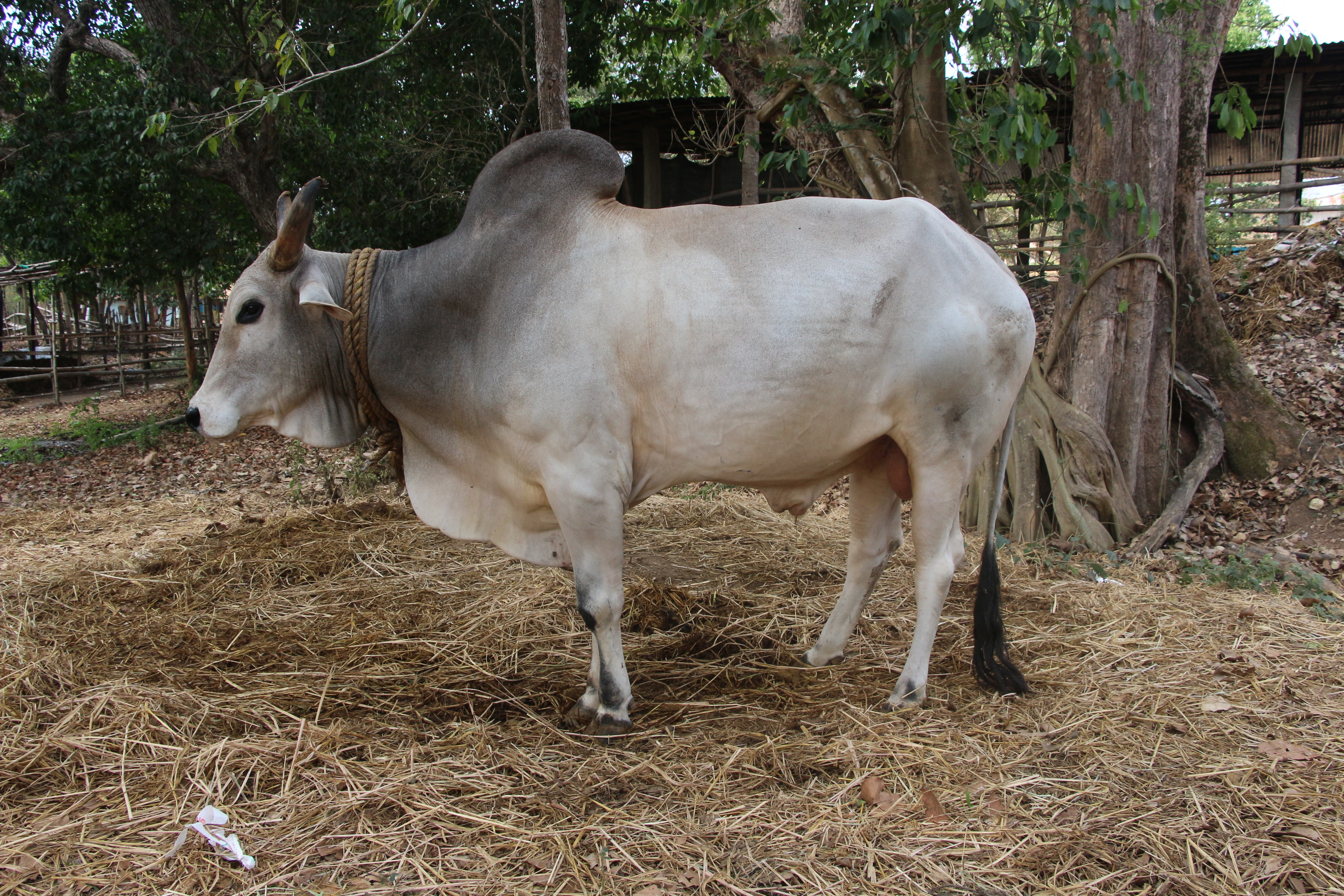
Taureau gangatiri.

## Aptitudes
C'est une race mixte traction lait. La vache produit 4-6 litres par jour sur une lactation de 150-250 jours. 

## Sources